# Prosper-Didier Deshayes
Prosper-Didier Deshayes (ook: (Jean?) Des Hayes, des Hayes, Deshays) (geboren rond 1750 – Parijs, 1815) was een Frans componist en violist.

## Levensloop
De componist Deshayes werd in 1782 bekend als balletmeester van de Comédie Française in Parijs. Als componist schreef hij een ballet en een aantal opera's. Verder zijn van hem werken voor orkest (symfonieën), voor harmonieorkest, een oratorium en kamermuziek bekend.

## Composities

### Werken voor orkest
- Symfonie nr. 5, D groot

### Werken voor blazers
- 1799 8 Duetti, voor hobo en fagot
- Première suite d'harmonie, voor 2 hobo's, 2 hoorns en 2 fagotten
- Pièces d'harmonie à six parties
- Blazerskwintet Nr. 2 in D groot
  1. Andantino
  2. Scherzo - Trio
  3. Andante
  4. Rondo

### Oratoria
- Les Machabées, oratorium

### Toneelwerken

#### Opera's
| Voltooid in | titel | aktes   | première                                            | libretto                                                                           |
| ----------- | --- | ------- | --------------------------------------------------- | ---------------------------------------------------------------------------------- |
| 1785        | Le Faux serment ou La Matrone de Gonesse | 2 aktes | 31 december 1785, Parijs, Théâtre des Beaujolais    | Louis Heurteaux Dancourt                                                           |
| 1786        | La Défaite du serpent Python par Apollon | 1 akte  | 1 juni 1786, Parijs, Société des enfants d'Apollon  | Antoine Renou                                                                      |
| 1786        | Le Paysan à prétention | 1 akte  | 12 juni 1786, Parijs, Théâtre des Beaujolais        | Eyrand                                                                             |
| 1786        | L'Auteur à la mode ou Le Mari complaisant | 2 aktes | 23 december 1786, Parijs, Théâtre des Beaujolais    | Durival                                                                            |
| 1787        | Berthe et Pépin | 3 aktes | 3 november 1787, Parijs, Théâtre-Italienne          | Roger-Timothée Regnard de Pleinchesne, naar Claude-Joseph Dorat, «Les Deux Reines» |
| 1788        | La Chute de Phaëton | 1 akte  | 12 juni 1788, Parijs, Société des enfants d'Apollon | Antoine Renou                                                                      |
| 1790        | Adèle et Didier | 1 akte  | 5 november 1790, Parijs, Théâtre-Italiën            | M.-J. Boutillier                                                                   |
| 1791        | Zélia ou Le Mari à deux femmes | 3 aktes | 29 oktober 1791, Parijs, Théâtre Louvois            | Paul-Ulric Dubuisson, naar Johann Wolfgang von Goethe, «Stella»                    |
| 1792        | La Suite de Zélia | 3 aktes | 25 februari 1792, Parijs, Théâtre Louvois           | Paul-Ulric Dubuisson                                                               |
| 1792        | Mélite ou Le Pouvoir de la nature | 3 aktes | 19 maart 1792, Parijs, Théâtre-Italiën              | François Guillaume Desfontaines, naar Miguel de Cervantes Saavedra «Leocadia»      |
| 1792        | Le petit Orphée; (parodie op Christoph Willibald Ritter von Gluck's opera Orphée et Eurydice) | 4 aktes | 13 juni 1792, Parijs, Théâtre de la Cité            | J. Rouhier-Deschamps en François-Pierre-Auguste Léger                              |
| 1793        | La Fin du jour | 1 akte  | 2 augustus 1793, Parijs, Palais-Variétés            | J. Rouhier-Deschamps                                                               |
| 1793        | Le Mariage patriotique | 2 aktes | 19 december 1793, Parijs, Cité-Variétés             | J. Rouhier-Deschamps                                                               |
| 1794        | Le Congrès des rois; (in samenwerking met: Henri Montan Berton, Matthieu Frédéric Blasius, Luigi Cherubini, Nicolas-Marie Dalayrac, François Devienne, André Ernest Modeste Grétry, Louis Emmanuel Jadin, Rudolphe Kreutzer, Étienne Nicolas Méhul, Jean-Pierre Solié en Armand-Emmanuel Trial) | 3 aktes | 26 februari 1794, Parijs, Opéra Comique             | Antoine-François Ève, onder zijn pseudoniem Desmaillot                             |
| 1794        | Arlequin imprimeur ou Pourquoi écoutait-il? | 1 akte  | 16 juni 1794, Parijs, Cité-Variétés                 | F Lepitre                                                                          |
| 1795        | Bella ou La Femme à deux maris | 3 aktes | 15 juni 1795, Parijs, Théâtre des Amis de la patrie | A. Duval                                                                           |
| 1799-1800   | Don Carlos | 2 aktes | 11 januari 1800, Parijs, Opéra Comique              | François-Pierre-Auguste Léger en A. P. Dutrembaly                                  |
| 1804        | Henri de Bavière | 3 aktes | 22 augustus 1804, Parijs, Théâtre Molière           | François-Pierre-Auguste Léger en A. P. Dutrembaly                                  |

#### Balletten
| Voltooid in | titel  | aktes  | première        | libretto | choreografie |
| ----------- | ------ | ------ | --------------- | -------- | ------------ |
| 1787        | Delie, | 1 akte | niet uitgevoerd |          |              |

### Kamermuziek
- 2 kwintetten, op. 2

## Publicaties
- Donald H. Foster: The Oratorio in Paris in the 18th Century, in: Acta Musicologica, Vol. 47, Fasc. 1 (Jan. - Jun., 1975), pp. 67-133

- Bibliothèque nationale de France: cb13531358f (data)
- Gemeinsame Normdatei: 100984215
- International Standard Name Identifier: 0000 0000 6134 1395
- Library of Congress Control Number: n83071566
- Nationale Bibliotheek van Tsjechië: jn20020226001
- Nationale Bibliotheek van Israël: 987007284213905171
- Nederlandse Thesaurus van Auteursnamen: 166216291
- Système universitaire de documentation: 08000671X
- Virtual International Authority File: 79152854
- WorldCat: E39PBJcrfvRKrbyCXf8Mbw6xjC